# تاکه‌شی هایاما
تاکه‌شی هایاما (انگلیسی: Takeshi Hayama؛ زادهٔ ۱۶ ژوئن ۱۹۵۸) آهنگساز اهل ژاپن است.